# Volejbol'nyj klub Enisej
Il Volejbol'nyj Klub Enisej è una società pallavolistica maschile russa con sede a Krasnojarsk: milita nel campionato di Vysšaja Liga A.

## Storia
La società viene creata nel 1993 da un gruppo di studenti e partecipa ad alcuni campionati di carattere regionale, arrivando presto a giocare nel secondo e nel terzo livello del campionato russo; nel 1998 ottiene l'unico trofeo della propria storia, la Coppa della Siberia e dell'Estremo Oriente.
Nella stagione 1999-00, grazie all'allargamento a dodici squadre della Superliga e al secondo posto nella Vysšaja Liga, la squadra si iscrive per la prima volta al massimo campionato nazionale; dopo un decimo e un undicesimo posto arrivano la retrocessione in Vysšaja Liga A e un lungo periodo di anonimato: il club non riesce più ad andare oltre il terzo posto nella seconda divisione nazionale, fallendo più volte il ritorno nella massima serie. Partecipa inoltre a diverse edizioni della Coppa di Russia, arrivando in alcune occasioni fino al secondo turno.

## Rosa 2014-2015
| N° | Nome               | Ruolo | Data di nascita | Nazionalità sportiva |
| -- | ------------------ | ----- | --------------- | -------------------- |
| 1  | Vladimir Hil'čenko | C     | 1983            | Russia               |
| 2  | Anton Mysin        | S/O   | 1986            | Russia               |
| 3  | Aleksej Lipezin    | L     | 1987            | Russia               |
| 5  | Danila Lipatov     | S/O   | 1994            | Russia               |
| 6  | Andrej Krasnopërov | S     | 1986            | Russia               |
| 7  | Pavel Bezrukih     | C     | 1987            | Russia               |
| 8  | Ivan Panyčev       | C     | 1990            | Russia               |
| 9  | Andrej Gvozdev     | C     | 1991            | Russia               |
| 11 | Andrej Zubkov      | P     | 1981            | Russia               |
| 12 | Anton Dubrovin     | S     | 1984            | Russia               |
| 13 | Yoandri Díaz       | P     | 1985            | Cuba                 |
| 14 | Fëdor Suhackij     | S     | 1991            | Russia               |
| 15 | Aleksej Vysotin    | L     | 1992            | Russia               |
| 18 | Al'bert Stroev     | S     | 1986            | Russia               |
| 20 | Roman Ivanov       | P     | 1995            | Russia               |
| 23 | Aleksandr Užegov   | S     | 1994            | Russia               |

## Palmarès
- Coppa della Siberia e dell'Estremo Oriente: 1

1998